# Nejimaki Seirei Senki: Tenkyō no Alderamin
Nejimaki Seirei Senki: Tenkyō no Alderamin (jap. ねじ巻き精霊戦記 天鏡のアルデラミン, dt. „Aufgezogene [wie bei einem Uhrwerk, Getriebe usw.] Geisterkriegschroniken: Alderamin auf dem Himmel“) ist eine Light-Novel-Reihe, die von Bokuto Uno geschrieben und von Sanbasō (Band 1 bis 5) und Ryūtetsu (ab Band 6) illustriert wird. Eine Manga-Adaption, die von Taiki Kawakami gezeichnet wird, erscheint seit Mai 2014 im Dengeki Maoh Magazin. Von Juli bis September 2016 lief eine Anime-Adaption von Madhouse im japanischen Fernsehen, die unter anderem auch mit deutschen Untertiteln über das Internet vermarktet wurde.

## Inhalt
Die Geschichte erzählt von dem Kaiserreich Katvarna, das sich im Krieg mit seinem Nachbarn der Republik Kioka befindet. In Katvarna lebt der ziemlich faule und in Frauen vernarrte Ikuta Solork, der den Krieg hasst. Sein Vater Bada Sankrei wurde vom Militär verraten und sein Meister brachte ihm eine sachliche, pragmatische Sicht bei, mit dem er in seinem Land aneckt – und so auch Ikuta. Allerdings nimmt er aufgrund bestimmter Umstände widerwillig an der Prüfung zum Militäroffizier teil. Dabei kommt es, dass er gemeinsam mit anderen Anwärtern die Tochter des Kaisers rettet. So wird er gemeinsam mit Torway Remion, einem guten Schützen aus einer bekannten Militärdynastie, der Schwertkämpferin Yatorishino Igsem, die Ikuta schon aus Kindertagen kennt, und dem Spross einer unbekannten Adelsfamilie Matthew Tetdrich und Haroma Bekker zum Dank für die Rettung zum Ritter geschlagen. Für alle steht nun die Militärakademie offen – zum Unbehagen Ikutas. Doch dort zeigt der 17-jährige wie schon bei der Rettung der Prinzessin sein großes taktisches Talent und seine Führungskraft, sodass er zu einem bekannten Feldherrn heranwächst.

## Veröffentlichung
Die Light Novel des Autors Bokuto Uno erschien vom 10. Juni 2012 bis 10. August 2018 in 14 Bänden beim Verlag ASCII Media Works unter dem Label Dengeki Bunko in Japan. Die ersten fünf Bände wurden von Sanbasō illustriert, bis es diesem aus gesundheitlichen Gründen nicht mehr möglich war und Ryūtetsu ab dem sechsten Band die Zeichnungen übernahm.

## Adaptionen

### Manga
Eine von Taiki Kawakami gezeichnete Manga-Adaption erscheint seit dem 24. März 2014 im Magazin Dengeki Maoh bei ASCII Media Works. Die Kapitel wurden bis September 2016 in fünf Sammelbänden (Tankōbon) zusammengefasst.

### Anime
Das Studio Madhouse adaptierte das Werk als Anime-Serie mit dem englischen Alternativtitel Alderamin on the Sky unter der Regie von Tetsuo Ichimura. Das Drehbuch der Serie schrieb Shōgo Yasukawa. Das Charakterdesign entwarf Kunio Katsuki und die künstlerische Leitung lag bei Takeshi Waki. Die Ausstrahlung der 13 Folgen erfolgte vom 9. Juli bis 1. Oktober 2016 nach Mitternacht (und damit am vorigen Fernsehtag) auf Tokyo MX sowie mit Versatz auch auf KBS, Sun TV, BS Fuji und AT-X.
Crunchyroll streamt die Serie als Alderamin on the Sky als Simulcast mit deutschen, englischen, französischen, italienischen, portugiesischen, spanischen und arabischen Untertiteln weltweit ausgenommen Asien.
KSM Anime veröffentlichte Alderamin in the Sky im Juli 2019 als DVD- und Blu-ray-Gesamtbox in Deutschland. Für die deutsche Synchronisation war DMT Digital Media Technologie GmbH verantwortlich, die Dialogregie führte Detlef Klein.
Der Vorspanntitel Tenkyo no Alderamin wurde von Kano komponiert und von Kishida Kyodan & The Akeboshi Rockets gespielt; der Abspanntitel wird von der Sängerin Kano gesungen und wurde von Tom-H@ck komponiert.

#### Synchronisation
| Rolle                         | Japanische Stimme | Deutsche Stimme |
| ----------------------------- | ----------------- | --------------- |
| Ikuta Sorōku                  | Nobuhiko Okamoto  | Jonas Minthe    |
| Yatorishino Igsem             | Risa Taneda       | Jannika Jira    |
| Torway Remion                 | Ryōsuke Kanemoto  | Jesse Grimm     |
| Matthew Tetdrich              | Junji Majima      | Tobias Schmidt  |
| Haroma Becker                 | Haruka Chisuga    | Saskia Bellahn  |
| Shamille Kitra Katvarnmaninik | Inori Minase      | Manuela Bäcker  |